# Lista de jogadores vencedores da Copa Libertadores

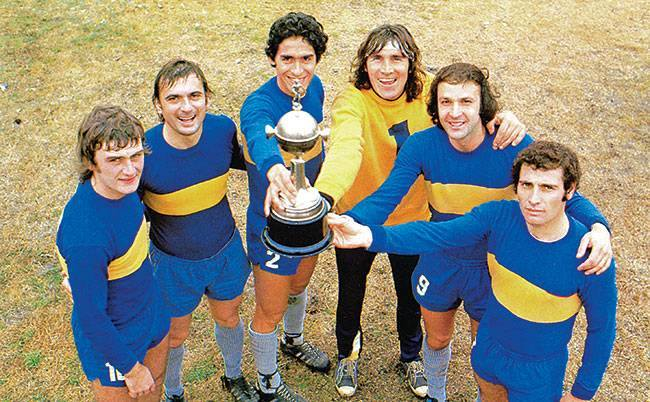
Jogadores do Boca posam com a taça da Libertadores

Esta é uma lista de jogadores de futebol que receberam duas ou mais medalha de vencedor por jogar em um time vencedor da Copa Libertadores. Alguns jogadores receberam medalhas sem disputar a partida final: seja por serem suplentes não utilizados ou, mais recentemente, por terem feito parte do elenco em rodadas anteriores do torneio.
Os dados abaixo não incluem o Campeonato Sul-Americano de Campeões de 1948, pois não é listado pela Conmebol como edição da Copa Libertadores, apenas como torneio antecessor.

## Lista
| Jogador               | Nacionalidade | Títulos | Clube(s) (Anos)                                                      | Notas                               |
| --------------------- | ------------- | ------- | -------------------------------------------------------------------- | ----------------------------------- |
| Francisco Sá          | Argentina     | 6       | Independiente (1972, 1973, 1974 e 1975) e Boca Juniors (1977 e 1978) |                                     |
| Ricardo Pavoni        | Uruguai       | 5       | Independiente (1965, 1972, 1973, 1974 e 1975)                        | Capitão em 1972, 1973, 1974 e 1975. |
| Miguel Ángel Santoro  | Argentina     | 4       | Independiente (1964, 1965, 1972 e 1973)                              |                                     |
| Eduardo Commisso      | Argentina     | 4       | Independiente (1972, 1973, 1974 e 1975)                              |                                     |
| Alejandro Semenewicz  | Argentina     | 4       | Independiente (1972, 1973, 1974 e 1975)                              |                                     |
| Agustín Balbuena      | Argentina     | 4       | Independiente (1972, 1973, 1974 e 1975)                              |                                     |
| Rubén Galván          | Argentina     | 4       | Independiente (1972, 1973, 1974 e 1975)                              |                                     |
| Carlos Gay            | Argentina     | 4       | Independiente (1972, 1973, 1974 e 1975)                              |                                     |
| Miguel Ángel López    | Argentina     | 4       | Independiente (1972, 1973, 1974 e 1975)                              |                                     |
| Ricardo Bochini       | Argentina     | 4       | Independiente (1973, 1974, 1975 e 1984)                              |                                     |
| Hugo Ibarra           | Argentina     | 4       | Boca Juniors (2000, 2001, 2003 e 2007)                               |                                     |
| Guillermo Schelotto   | Argentina     | 4       | Boca Juniors (2000, 2001, 2003 e 2007)                               |                                     |
| Sebastián Battaglia   | Argentina     | 4       | Boca Juniors (2000, 2001, 2003 e 2007)                               |                                     |
| Roberto Abbondanzieri | Argentina     | 4       | Boca Juniors (2000, 2001 e 2003) e Internacional (2010)              |                                     |
| Alberto Spencer       | Equador       | 3       | Peñarol (1960, 1961 e 1966)                                          | Artilheiro em 1960 e 1962.          |
| Néstor Gonçalves      | Uruguai       | 3       | Peñarol (1960, 1961 e 1966)                                          |                                     |
| Miguel Mori           | Argentina     | 3       | Independiente (1964,1965 e 1967)                                     |                                     |
| Alberto José Poletti  | Argentina     | 3       | Estudiantes (1968, 1969 e 1970)                                      |                                     |
| Hugo Spadaro          | Argentina     | 3       | Estudiantes (1968, 1969 e 1970)                                      |                                     |
| Raúl Horacio Madero   | Argentina     | 3       | Estudiantes (1968, 1969 e 1970)                                      |                                     |
| Oscar Malbernat       | Argentina     | 3       | Estudiantes (1968, 1969 e 1970)                                      | Capitão em 1968 e 1969              |
| Carlos Pachamé        | Argentina     | 3       | Estudiantes (1968, 1969 e 1970)                                      |                                     |
| Carlos Bilardo        | Argentina     | 3       | Estudiantes (1968, 1969 e 1970)                                      |                                     |
| Eduardo Flores        | Argentina     | 3       | Estudiantes (1968, 1969 e 1970)                                      |                                     |
| Marcos Conigliaro     | Argentina     | 3       | Estudiantes (1968, 1969 e 1970)                                      |                                     |
| Juan Ramón Verón      | Argentina     | 3       | Estudiantes (1968, 1969 e 1970)                                      | Capitão em 1970                     |
| Néstor Togneri        | Argentina     | 3       | Estudiantes (1968, 1969 e 1970)                                      |                                     |
| Aguirre Suárez        | Argentina     | 3       | Estudiantes (1968, 1969 e 1970)                                      |                                     |
| Rubén Pagnanini       | Argentina     | 3       | Estudiantes (1968, 1969 e 1970)                                      |                                     |
| Luis Cubilla          | Uruguai       | 3       | Peñarol (1960, 1961) e Nacional (1971)                               |                                     |
| Miguel Ángel Raimondo | Argentina     | 3       | Independiente (1972, 1973 e 1974)                                    |                                     |
| Eduardo Maglioni      | Argentina     | 3       | Independiente (1972, 1973 e 1974)                                    |                                     |
| Hugo Saggioratto      | Argentina     | 3       | Independiente (1972, 1973 e 1975)                                    |                                     |
| Daniel Bertoni        | Argentina     | 3       | Independiente (1972, 1973 e 1975)                                    |                                     |
| Hugo de León          | Uruguai       | 3       | Nacional (1980, 1988) e Grêmio (1983)                                | Capitão em 1983                     |
| Palhinha              | Brasil        | 3       | São Paulo (1992, 1993) e Cruzeiro (1997)                             | Artilheiro em 1992.                 |
| Elivélton             | Brasil        | 3       | São Paulo (1992, 1993) e Cruzeiro (1997)                             |                                     |
| Ronaldo Luiz          | Brasil        | 3       | São Paulo (1992, 1993) e Vasco da Gama (1998)                        |                                     |
| Vítor                 | Brasil        | 3       | São Paulo (1993), Cruzeiro (1997) e Vasco da Gama (1998)             |                                     |
| Nicolás Burdisso      | Argentina     | 3       | Boca Juniors (2000, 2001 e 2003)                                     |                                     |
| Marcelo Delgado       | Argentina     | 3       | Boca Juniors (2000, 2001 e 2003)                                     | Artilheiro em 2003.                 |
| Riquelme              | Argentina     | 3       | Boca Juniors (2000, 2001 e 2007)                                     |                                     |
| Clemente Rodríguez    | Argentina     | 3       | Boca Juniors (2000, 2003 e 2007)                                     |                                     |
| Fabiano Eller         | Brasil        | 3       | Vasco da Gama (1998), Internacional (2006, 2010)                     |                                     |
| Jonatan Maidana       | Argentina     | 3       | Boca Juniors (2007) e River Plate (2015, 2018)                       |                                     |
| Willian               | Brasil        | 3       | Corinthians (2012) e Palmeiras (2020, 2021)                          |                                     |
| Marcos Rocha          | Brasil        | 3       | Atlético Mineiro (2013) e Palmeiras (2020, 2021)                     |                                     |
| Felipe Melo           | Brasil        | 3       | Palmeiras (2020, 2021) e Fluminense (2023)                           |                                     |
| Willian Arão          | Brasil        | 3       | Corinthians (2012) e Flamengo (2019 e 2022)                          |                                     |
| Patrick de Paula      | Brasil        | 3       | Palmeiras (2020 e 2021) e Botafogo (2024)                            |                                     |
| Luis Maidana          | Uruguai       | 2       | Peñarol (1960, 1961)                                                 |                                     |
| William Martínez      | Uruguai       | 2       | Peñarol (1960, 1961)                                                 | Capitão em 1960 e 1961              |
| Walter Aguerre        | Uruguai       | 2       | Peñarol (1960, 1961)                                                 |                                     |
| Gylmar                | Brasil        | 2       | Santos (1962, 1963)                                                  |                                     |
| Mauro                 | Brasil        | 2       | Santos (1962, 1963)                                                  |                                     |
| Calvet                | Brasil        | 2       | Santos (1962, 1963)                                                  |                                     |
| Lima                  | Brasil        | 2       | Santos (1962, 1963)                                                  |                                     |
| Zito                  | Brasil        | 2       | Santos (1962, 1963)                                                  | Capitão em 1962 e 1963.             |
| Dalmo                 | Brasil        | 2       | Santos (1962, 1963)                                                  |                                     |
| Dorval                | Brasil        | 2       | Santos (1962, 1963)                                                  |                                     |
| Coutinho              | Brasil        | 2       | Santos (1962, 1963)                                                  | Artilheiro em 1962.                 |
| Pepe                  | Brasil        | 2       | Santos (1962, 1963)                                                  |                                     |
| Pelé                  | Brasil        | 2       | Santos (1962, 1963)                                                  | Artilheiro em 1965.                 |
| Tomás Rolan           | Uruguai       | 2       | Independiente (1964,1965)                                            |                                     |
| Roberto Ferreiro      | Argentina     | 2       | Independiente (1964,1965)                                            |                                     |
| David Acevedo         | Argentina     | 2       | Independiente (1964,1965)                                            |                                     |
| Jorge Maldonado       | Argentina     | 2       | Independiente (1964,1965)                                            | Capitão em 1964                     |
| Raúl Bernao           | Argentina     | 2       | Independiente (1964,1965)                                            |                                     |
| Osvaldo Mura          | Argentina     | 2       | Independiente (1964,1965)                                            |                                     |
| Luis Eduardo Suárez   | Argentina     | 2       | Independiente (1964,1965)                                            |                                     |
| Mario Rodríguez       | Argentina     | 2       | Independiente (1964,1965)                                            |                                     |
| Raúl Savoy            | Argentina     | 2       | Independiente (1964,1965)                                            |                                     |
| Juan Joya             | Peru          | 2       | Peñarol (1961, 1966)                                                 |                                     |
| Felipe Ribaudo        | Argentina     | 2       | Estudiantes (1968 e 1969)                                            |                                     |
| Christian Rudzki      | Chéquia       | 2       | Estudiantes (1969 e 1970)                                            |                                     |
| Luis Garisto          | Uruguai       | 2       | Independiente (1972 e 1973)                                          |                                     |
| Luis Giribet          | Argentina     | 2       | Independiente (1974 e 1975)                                          |                                     |
| Hugo Gatti            | Argentina     | 2       | Boca Juniors (1977 e 1978)                                           |                                     |
| Vicente Pernía        | Argentina     | 2       | Boca Juniors (1977 e 1978)                                           |                                     |
| Roberto Mouzo         | Argentina     | 2       | Boca Juniors (1977 e 1978)                                           |                                     |
| Carlos Rodríguez      | Argentina     | 2       | Boca Juniors (1977 e 1978)                                           |                                     |
| Rubén Suñé            | Argentina     | 2       | Boca Juniors (1977 e 1978)                                           | Capitão em 1977 e 1978              |
| Mario Zanabria        | Argentina     | 2       | Boca Juniors (1977 e 1978)                                           |                                     |
| Ernesto Mastrángelo   | Argentina     | 2       | Boca Juniors (1977 e 1978)                                           |                                     |
| Carlos Veglio         | Argentina     | 2       | Boca Juniors (1977 e 1978)                                           |                                     |
| Jorge Ribolzi         | Argentina     | 2       | Boca Juniors (1977 e 1978)                                           |                                     |
| Juan Carlos Blanco    | Uruguai       | 2       | Nacional (1971 e 1980)                                               |                                     |
| Víctor Espárrago      | Uruguai       | 2       | Nacional (1971 e 1980)                                               | Capitão em 1980                     |
| Julio Morales         | Uruguai       | 2       | Nacional (1971 e 1980)                                               |                                     |
| Raul                  | Brasil        | 2       | Cruzeiro (1976) e Flamengo (1981)                                    |                                     |
| Ever Hugo Almeida     | Paraguai      | 2       | Olimpia (1979 e 1990)                                                |                                     |
| Jorge Guasch          | Paraguai      | 2       | Olimpia (1979 e 1990)                                                | Capitão em 1990                     |
| Tita                  | Brasil        | 2       | Flamengo (1981) e Grêmio (1983)                                      |                                     |
| Zetti                 | Brasil        | 2       | São Paulo (1992, 1993)                                               |                                     |
| Cafu                  | Brasil        | 2       | São Paulo (1992, 1993)                                               |                                     |
| Ronaldão              | Brasil        | 2       | São Paulo (1992, 1993)                                               |                                     |
| Adílson               | Brasil        | 2       | São Paulo (1992, 1993)                                               |                                     |
| Pintado               | Brasil        | 2       | São Paulo (1992, 1993)                                               |                                     |
| Raí                   | Brasil        | 2       | São Paulo (1992, 1993)                                               |                                     |
| Müller                | Brasil        | 2       | São Paulo (1992, 1993)                                               |                                     |
| Catê                  | Brasil        | 2       | São Paulo (1992, 1993)                                               |                                     |
| Suélio                | Brasil        | 2       | São Paulo (1992, 1993)                                               |                                     |
| Cláudio Moura         | Brasil        | 2       | São Paulo (1992, 1993)                                               |                                     |
| Dinho                 | Brasil        | 2       | São Paulo (1993) e Grêmio (1995)                                     |                                     |
| Celso Ayala           | Paraguai      | 2       | Olimpia (1990) e River Plate (1996)                                  |                                     |
| Válber                | Brasil        | 2       | São Paulo (1993) e Vasco da Gama (1998)                              |                                     |
| Francisco Arce        | Paraguai      | 2       | Grêmio (1995) e Palmeiras (1999)                                     |                                     |
| Catalino Rivarola     | Paraguai      | 2       | Grêmio (1995) e Palmeiras (1999)                                     |                                     |
| Paulo Nunes           | Brasil        | 2       | Grêmio (1995) e Palmeiras (1999)                                     |                                     |
| José Basualdo         | Argentina     | 2       | Vélez Sarsfield (1994) e Boca Juniors (2000)                         |                                     |
| Oscar Córdoba         | Colômbia      | 2       | Boca Juniors (2000 e 2001)                                           |                                     |
| Jorge Bermúdez        | Colômbia      | 2       | Boca Juniors (2000 e 2001)                                           | Capitão em 2000 e 2001.             |
| Cristian Traverso     | Argentina     | 2       | Boca Juniors (2000 e 2001)                                           |                                     |
| Antonio Barijho       | Argentina     | 2       | Boca Juniors (2000 e 2001)                                           |                                     |
| Christian Giménez     | Argentina     | 2       | Boca Juniors (2000 e 2001)                                           |                                     |
| Mauricio Serna        | Colômbia      | 2       | Boca Juniors (2000 e 2001)                                           |                                     |
| Rogério Ceni          | Brasil        | 2       | São Paulo (1993 e 2005)                                              | Capitão em 2005.                    |
| Luizão                | Brasil        | 2       | Vasco da Gama (1998) e São Paulo (2005)                              | Artilheiro em 2000.                 |
| Júnior                | Brasil        | 2       | Palmeiras (1999) e São Paulo (2005)                                  |                                     |
| Martín Palermo        | Argentina     | 2       | Boca Juniors (2000 e 2007)                                           | Capitão em 2007                     |
| Rolando Schiavi       | Argentina     | 2       | Boca Juniors (2003) e Estudiantes (2009)                             |                                     |
| Mauro Boselli         | Argentina     | 2       | Boca Juniors (2007) e Estudiantes (2009)                             | Artilheiro em 2009.                 |
| Bolívar               | Brasil        | 2       | Internacional (2006 e 2010)                                          | Capitão em 2010.                    |
| Tinga                 | Brasil        | 2       | Internacional (2006 e 2010)                                          |                                     |
| Rafael Sóbis          | Brasil        | 2       | Internacional (2006 e 2010)                                          |                                     |
| Índio                 | Brasil        | 2       | Internacional (2006 e 2010)                                          |                                     |
| Renan                 | Brasil        | 2       | Internacional (2006 e 2010)                                          |                                     |
| Alex                  | Brasil        | 2       | Internacional (2006) e Corinthians (2012)                            |                                     |
| Danilo                | Brasil        | 2       | São Paulo (2005) e Corinthians (2012)                                |                                     |
| Fábio Santos          | Brasil        | 2       | São Paulo (2005) e Corinthians (2012)                                |                                     |
| Josué                 | Brasil        | 2       | São Paulo (2005) e Atlético Mineiro (2013)                           |                                     |
| Diego Tardelli        | Brasil        | 2       | São Paulo (2005) e Atlético Mineiro (2013)                           |                                     |
| Alecsandro            | Brasil        | 2       | Internacional (2010) e Atlético Mineiro (2013)                       |                                     |
| Alexis Henríquez      | Colômbia      | 2       | Once Caldas (2004) e Atlético Nacional (2016)                        | Capitão em 2016                     |
| Bruno Rodrigo         | Brasil        | 2       | Santos (2011) e Grêmio (2017)                                        |                                     |
| Walter Kannemann      | Argentina     | 2       | San Lorenzo (2014) e Grêmio (2017)                                   |                                     |
| Enzo Pérez            | Argentina     | 2       | Estudiantes (2009) e River Plate (2018)                              |                                     |
| Leonardo Ponzio       | Argentina     | 2       | River Plate (2015 e 2018)                                            | Capitão em 2018.                    |
| Rodrigo Mora          | Uruguai       | 2       | River Plate (2015 e 2018)                                            |                                     |
| Pity Martínez         | Argentina     | 2       | River Plate (2015 e 2018)                                            |                                     |
| Camilo Mayada         | Uruguai       | 2       | River Plate (2015 e 2018)                                            |                                     |
| Franco Armani         | Argentina     | 2       | Atlético Nacional (2016) e River Plate (2018)                        |                                     |
| Orlando Berrío        | Colômbia      | 2       | Atlético Nacional (2016) e Flamengo (2019)                           |                                     |
| Weverton              | Brasil        | 2       | Palmeiras (2020 e 2021)                                              |                                     |
| Luan                  | Brasil        | 2       | Palmeiras (2020 e 2021)                                              |                                     |
| Gustavo Gómez         | Paraguai      | 2       | Palmeiras (2020 e 2021)                                              | Capitão em 2020 e 2021.             |
| Danilo                | Brasil        | 2       | Palmeiras (2020 e 2021)                                              |                                     |
| Gabriel Menino        | Brasil        | 2       | Palmeiras (2020 e 2021)                                              |                                     |
| Zé Rafael             | Brasil        | 2       | Palmeiras (2020 e 2021)                                              |                                     |
| Raphael Veiga         | Brasil        | 2       | Palmeiras (2020 e 2021)                                              |                                     |
| Rony                  | Brasil        | 2       | Palmeiras (2020 e 2021)                                              |                                     |
| Luiz Adriano          | Brasil        | 2       | Palmeiras (2020 e 2021)                                              |                                     |
| Jailson               | Brasil        | 2       | Palmeiras (2020 e 2021)                                              |                                     |
| Benjamín Kuscevic     | Chile         | 2       | Palmeiras (2020 e 2021)                                              |                                     |
| Mayke                 | Brasil        | 2       | Palmeiras (2020 e 2021)                                              |                                     |
| Renan                 | Brasil        | 2       | Palmeiras (2020 e 2021)                                              |                                     |
| Gustavo Scarpa        | Brasil        | 2       | Palmeiras (2020 e 2021)                                              |                                     |
| Breno Lopes           | Brasil        | 2       | Palmeiras (2020 e 2021)                                              |                                     |
| Wesley                | Brasil        | 2       | Palmeiras (2020 e 2021)                                              |                                     |
| Gabriel Veron         | Brasil        | 2       | Palmeiras (2020 e 2021)                                              |                                     |
| Vinícius Silvestre    | Brasil        | 2       | Palmeiras (2020 e 2021)                                              |                                     |
| Everton               | Brasil        | 2       | Grêmio (2017) e Flamengo (2022)                                      |                                     |
| Diego Alves           | Brasil        | 2       | Flamengo (2019 e 2022)                                               |                                     |
| Rodinei               | Brasil        | 2       | Flamengo (2019 e 2022)                                               |                                     |
| Rodrigo Caio          | Brasil        | 2       | Flamengo (2019 e 2022)                                               |                                     |
| Filipe Luís           | Brasil        | 2       | Flamengo (2019 e 2022)                                               |                                     |
| Éverton Ribeiro       | Brasil        | 2       | Flamengo (2019 e 2022)                                               | Capitão em 2019 e 2022.             |
| Diego Ribas           | Brasil        | 2       | Flamengo (2019 e 2022)                                               |                                     |
| Arrascaeta            | Uruguai       | 2       | Flamengo (2019 e 2022)                                               |                                     |
| Gabriel Barbosa       | Brasil        | 2       | Flamengo (2019 e 2022)                                               | Artilheiro em 2019 e 2021.          |
| Bruno Henrique        | Brasil        | 2       | Flamengo (2019 e 2022)                                               |                                     |
| Paulo Henrique Ganso  | Brasil        | 2       | Santos (2011) e Fluminense (2023)                                    |                                     |
| Danilo Barbosa        | Brasil        | 2       | Palmeiras (2021) e Botafogo (2024)                                   |                                     |
| Pablo Castro          | Brasil        | 2       | Flamengo (2022) e Botafogo (2024)                                    |                                     |